# Goldene Unke
Die Goldene Unke ist der erste Kärntner Naturschutzpreis und wurde 2021 erstmals vom Land Kärnten vergeben. Prämiert werden Bauprojekte von Städten und Gemeinden, von Unternehmen sowie die Neu- und Umgestaltung privater Gärten in Kärnten, die im Hinblick auf die Umsetzung von Naturschutzmaßnahmen gelungen und innovativ sind.

## Hintergrund
Inspiration und Namensgeberin für die "Golden Unke" ist die Gelbbauchunke, eine schützenswerte Art, die im Anhang der Fauna-Flora-Habitat-Richtlinie genannt wird. Die Gelbbauchunke ist in der Roten Liste Österreich als gefährdet eingestuft. Gelbbauchunken finden sich oft auf Baustellen, in Lehmgruben, Steinbrüchen und auf Schlägerungsflächen im Forst. Sie laichen zwischen April und August unter anderem in Pfützen, Radspurrinnen und Gräben, die im Zuge von Bauarbeiten entstehen können. Organisiert wird der Preis durch die Fachhochschule Kärnten in Zusammenarbeit mit dem UNESCO-Lehrstuhl „Nachhaltiges Management von Naturschutzgebieten“. Die Auszeichnung ist ein 3-D-Modell einer Gelbbauchunke in goldener Farbe.

## Ziele
Die Goldene Unke zielt darauf ab, Innovationen im Naturschutz am Bau sowie in privaten Gärten zu identifizieren und hervorzuheben. Städte, Gemeinden, Firmen und Privatpersonen in Kärnten sollen durch die Auszeichnung dazu motiviert werden, ihre Bauprojekte naturnah und schonend umzusetzen. Die Auszeichnung steht zudem im Zusammenhang mit der Ausbildung zur „zertifizierten Naturschutzfachkraft“ an der FH Kärnten.

## Kriterien
Bauprojekte sowie die Neu- oder Umgestaltung privater Gärten, die eine Verbesserung für die Natur ermöglichen, haben Chancen auf die Auszeichnung. Eingereicht werden können Projekte, die in den vorangegangenen fünf Jahren erfolgreich in Kärnten umgesetzt wurden. Die Einreichung muss durch eine am Projekt beteiligte Person erfolgen. Geförderte Projekte können ebenfalls eingereicht werden. 
Offizielle Kriterien sind:
- Positive Auswirkung auf die Natur, die über bloße Bescheidauflagen hinausgehen
- Wirtschaftliche Aspekte und Bedeutung
- Innovationsgrad und Neuigkeitswert

## Kategorien
Die Goldene Unke wird in drei Kategorien vergeben:
1. Biodiversitätsfördernde Baumaßnahmen von Städten und Gemeinden
2. Betriebliche Bauprojekte, die eine Verbesserung für die Natur ermöglichen
3. Die private Neu- oder Umgestaltung von Gärten, sofern diese eine Verbesserung für die Natur ermöglichen.

## Jury
Die Siegerprojekte der Goldenen Unke werden von einer Jury gekürt. 
Die Jury setzte sich 2021 aus den folgenden Personen zusammen:
- Christoph Aste (Vertreter der Wirtschaftskammer Österreich, WKÖ)
- Klaus Kleinegger (Vertreter des Amts der Kärntner Landesregierung, Abt. Naturschutz)
- Josef Knappinger (Vertreter der Kammer der Ziviltechniker für Steiermark und Kärnten)
- Landesrätin Sara Schaar (Vertreterin des Naturschutzbeirates Kärnten)
- Martin Schneider (Vorsitz der Jury – Fachhochschule Kärnten)

## Preisträger
- Goldene Unke 2021: Österreichische Bundesbahnen (ÖBB) mit dem Projekt „Koralmbahn am Granitztal“. Die Auszeichnung wurde im Rahmen der ÖKOBAU Messe am 19. September 2021 in Klagenfurt verliehen.[9] Die Verleihung nahm der Zweite Präsident des Kärntner Landtages Jakob Strauß in Vertretung von Umweltlandesrätin  Sara Schaar vor.
- Ehrenunke 2021: Werner Kastiunig aus Villach-Landskron mit dem Projekt "Vom Normalhaus zum Sonnenhaus".[1]
- Goldene Unke 2022: Marktgemeinde Treffen für das Projekt „Trittsteinbiotop Friedhof Treffen“. Die Goldene Unke wurde am 11. November 2022 von der Kärntner Umweltlandesrätin  Sara Schaar verliehen.[10]
- Ehrenunke 2022: Morgan Chambas aus Oberhof in der Gemeinde Metnitz für das Projekt "Auwald mit Biotopen".[11]

- 2024[12]
  - Kategorie Öffentliche Umsetzung von Biodiversitätsmaßnahmen: Stadt Villach für #grenzenlos grün und Stadtgemeinde Wolfsberg für den Stadtobstgarten.
  - Kategorie Betriebe und Bauvorhaben: Naturgarten Silan in St. Michael ob Bleiburg
  - Kategorie Private Gärten: Villa Amalia in Gallizien
  - Ehrenunke: Fachberufsschule St. Veit/Glan für das Projekt Die Smarten lernen im Garten – Biodiversität macht Schule

## Partner
2022 war das E.C.O. Institut für Ökologie Partner der „Goldenen Unke“.
2024 wird die Goldene Unke in Kooperation mit „Natur im Garten“ und „Die Kärntner Gärtner“ vergeben.